# 8801 Nugent
8801 Nugent eller 1981 EQ29 är en asteroid i huvudbältet som upptäcktes den 1 mars 1981 av den amerikanska astronomen Schelte J. Bus vid Siding Spring-observatoriet. Den är uppkallad efter Carolyn R. Nugent.
Asteroiden har en diameter på ungefär 7 kilometer.